# Флаги ВМС стран Европы
В галерее флагов ВМС стран Европы представлены все флаги военно-морских сил независимых государств Европы. Две европейские страны, имеющие ВМС, но не имеющие флага ВМС, — Кипр и Мальта.

## Албания
Флаг ВМС Албании представляет собой прямоугольное полотнище белого цвета с тонкой полосой красного цвета снизу. Посередине располагается чёрный двуглавый орёл из герба Албании. Флаг ВМС Албании — видоизменённый флаг ВМС НСРА. Отличия только в том, что на флаге ВМС НСРА двуглавый орёл был меньше, и на нём располагалась красная звезда с жёлтым контуром. Но этот флаг, опять же, является видоизменённым флагом ВМФ СССР.

Флаг ВМС Албании
Флаг ВМС НСРА
Флаг ВМФ СССР

## Азербайджан
Флаг ВМС Азербайджана представляет собой прямоугольное полотнище белого цвета с морской полоской голубого цвета снизу. Слева располагается красный полумесяц, справа — якорь голубого цвета.

Флаг ВМС Азербайджана

## Бельгия
Флаг морского компонента Бельгии представляет собой прямоугольное полотнище белого цвета c андреевским крестом в виде флага Бельгии (симметрично). В верхней части флага расположены две чёрные пушки над которыми находится корона такого же цвета, снизу якорь (тоже чёрного цвета).

Флаг морского компонента Бельгии

## Болгария
Флаг ВМС Болгарии представляет собой прямоугольное полотнище трёх цветов: белого, зелёного и красного (4:1:1). В крыже расположен лев — символ Болгарии. Он окружён красным цветом.

Флаг ВМС Болгарии

## Великобритания
Флаг ВМС Великобритании представляет собой флаг Англии с расширением 1:2, в верхнем левом углу которого располагается флаг Великобритании.

Флаг ВМС Великобритании

## Германия
Флаг ВМС Германии представляет собой флаг Германии с «косицами», посередине которого расположен герб Германии.

Флаг ВМС Германии

## Греция
Флаг ВМС Греции представляет собой флаг Греции с более тёмным синим цветом.

Флаг ВМС Греции
Флаг Греции

## Грузия
Флаг ВМС Грузии представляет собой темно-синее полотнище с красным крестом в центре и андреевским крестом белого цвета.

Флаг ВМС Грузии

## Дания
Флаг Королевских ВМС Дании представляет собой флаг Дании с «косицами».

Флаг Королевских ВМС Дании

## Ирландия
Флаг ВМС Ирландии идентичен флагу Ирландии.

Флаг Ирландии; флаг ВМС Ирландии

## Исландия
Флаг ВМС Исландии представляет собой флаг Исландии с «косицами».

Флаг ВМС Исландии

## Испания
Флаг ВМС Испании идентичен флагу страны.

Флаг Испании; флаг ВМС Испании

## Италия
Флаг ВМС Италии представляет собой флаг Италии, в центре белой полосы которого располагается герб ВМС Италии.

Флаг ВМС Италии
Герб ВМС Италии

## Латвия
Флаг ВМС Латвии представляет собой прямоугольное полотнище белого цвета, на котором изображён ярко-коричневый крест Св. Георгия.

Флаг ВМС Латвии

## Литва
Флаг ВМС Литвы представляет собой прямоугольное полотнище белого цвета с расширением 1:2, на котором изображён синий крест Св. Георгия. В крыжке расположен флаг Литвы.

Флаг ВМС Литвы

## Нидерланды
Флаг Королевские ВМС Нидерландов идентичен флагу Нидерландов.

Флаг Нидерландов; флаг Королевских ВМС Нидерландов

## Норвегия
Флаг ВМС Норвегии представляет собой флаг Норвегии с «косицами».

Флаг ВМС Норвегии

## Польша
Флаг ВМС Польши представляет собой флаг Польши с «косицами» и с гербом Польши посередине белой полосы.

Флаг ВМС Польши

## Португалия
Флаг ВМС Португалии идентичен флагу государства.

Флаг Португалии; флаг ВМС Португалии

## Россия
Флаг ВМФ России представляет собой белое полотнище с соотношением сторон 2:3. На нём изображён синий андреевский крест.

Флаг ВМФ России

## Румыния
Флаг ВМС Румынии идентичен флагу страны.

Флаг Румынии; флаг ВМС Румынии

## Словения
Флаг ВМС Словении идентичен флагу Словении.

Флаг Словении; флаг ВМС Словении

## Турция
Флаг ВМС Турции представляет собой тёмно-синее полотнище с эмблемой командования в центре.

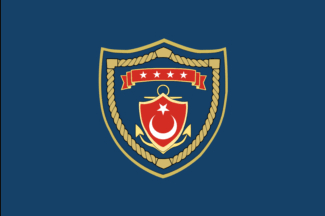
Флаг ВМС Турции

## Украина
Флаг ВМС Украины представляет собой прямоугольное полотнище белого цвета с соотношением сторон 2:3, в центре которого размещён синий крест Св. Георгия, а в крыже — флаг Украины. С трёх сторон (кроме крыжа) крест имеет синюю окантовку, размещённую на расстоянии 1/4 ширины сторон креста.

Флаг ВМС Украины

## Финляндия
Флаг ВМС Финляндии представляет собой государственный флаг Финляндии с «косицами».

Флаг ВМС Финляндии

## Франция
Флаг ВМС Франции представляет собой полотнище с соотношением сторон 2:3 на котором располагается вертикальный триколор. Цвета триколора: синий, белый и красный (5:5:6).

Флаг ВМС Франции

## Хорватия
Флаг ВМС Хорватии представляет собой флаг Хорватии с соотношением сторон 2:3. Герб на флаге увенчан двумя золотистыми якорями.

Флаг ВМС Хорватии

## Черногория
Флаг ВМС Черногории представляет собой прямоугольное полотнище синего цвета с флагом Черногории в крыже. В правом углу флага расположен белый якорь.

Флаг ВМС Черногории

## Швеция
Флаг ВМС Швеции представляет собой флаг Швеции с «косицами».

Флаг ВМС Швеции

## Эстония
Флаг ВМС Эстонии представляет собой флаг Эстонии с «косицами», посередине которого расположен малый герб Эстонии.

Флаг ВМС Эстонии